# Billeberga-Sireköpinge församling
Billeberga-Sireköpinge församling är en församling i Frosta-Rönnebergs kontrakt i Lunds stift. Församlingen ligger i Svalövs kommun i Skåne län och ingår i Svalövsbygdens pastorat.

## Administrativ historik
Församlingen bildades 2006 genom sammanslagning av Billeberga och Sireköpinge församlingar och utgjorde därefter till 2012 ett eget pastorat. Församlingen ingick därefter till 2014 i Svalövsbygden och Billeberga-Sireköpinge pastorat. Församlingen ingår sedan 2014 i Svalövsbygdens pastorat.

## Kyrkor

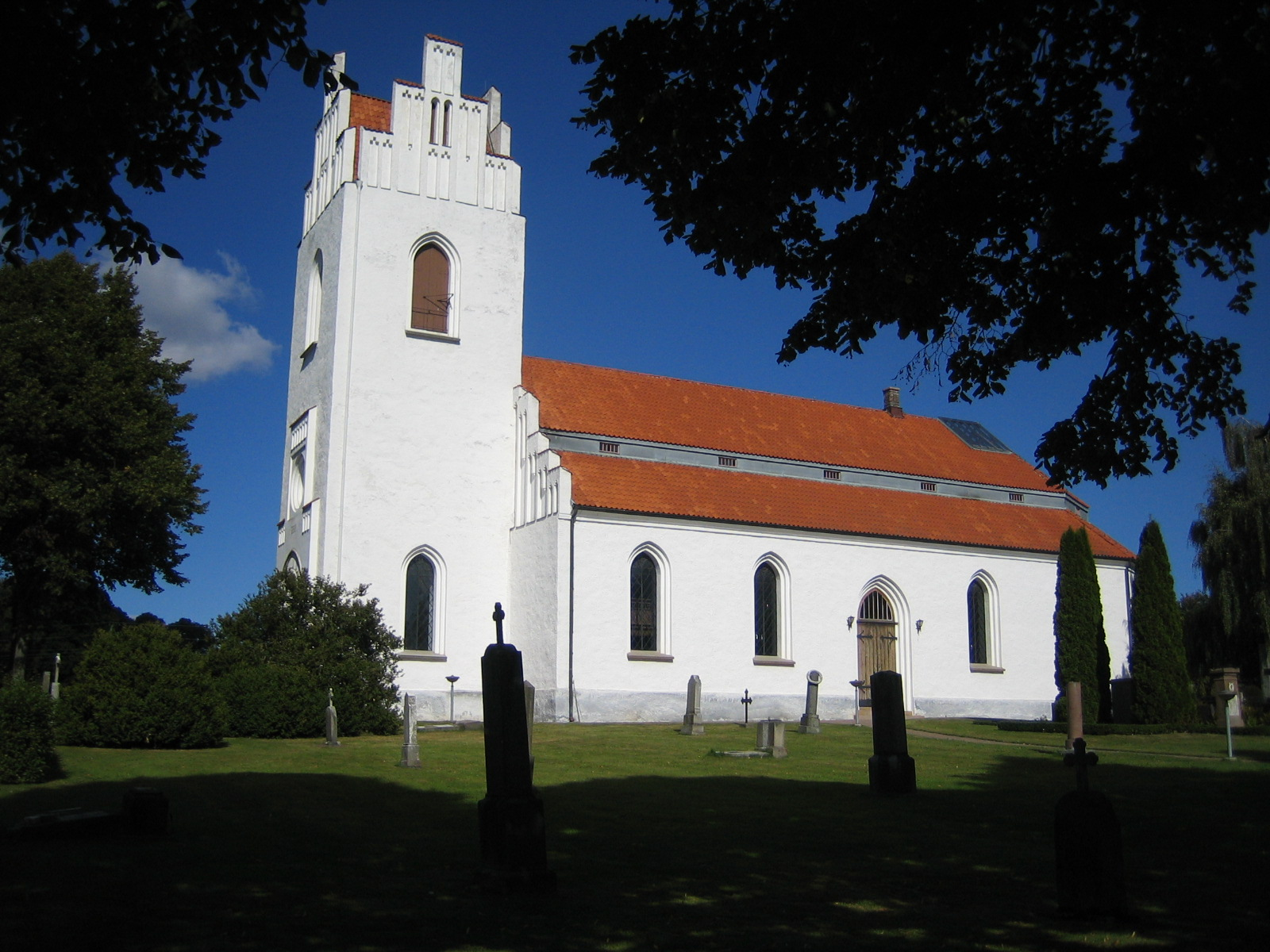
Billeberga kyrka
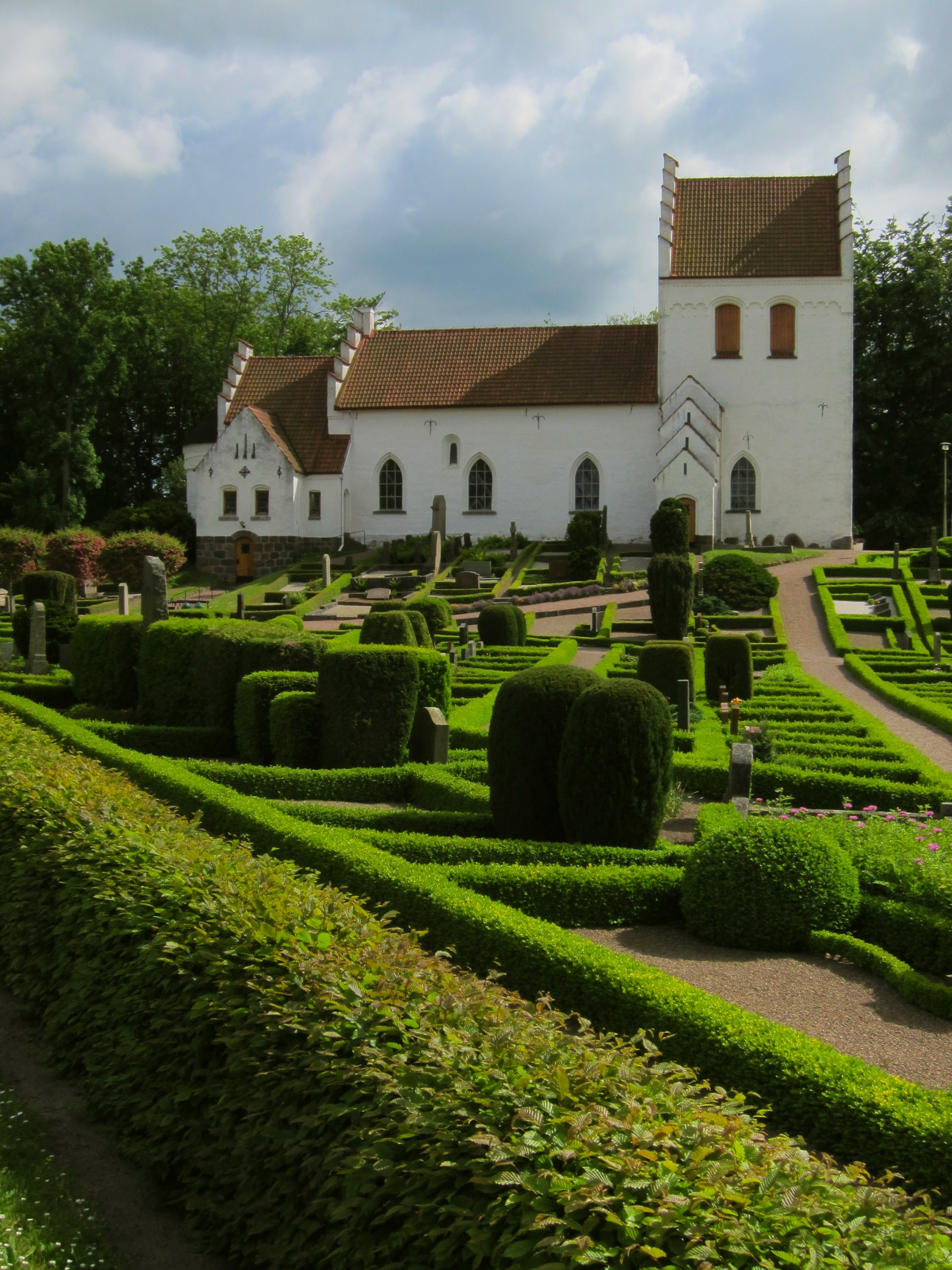
Sireköpinge kyrka